# 혜화문

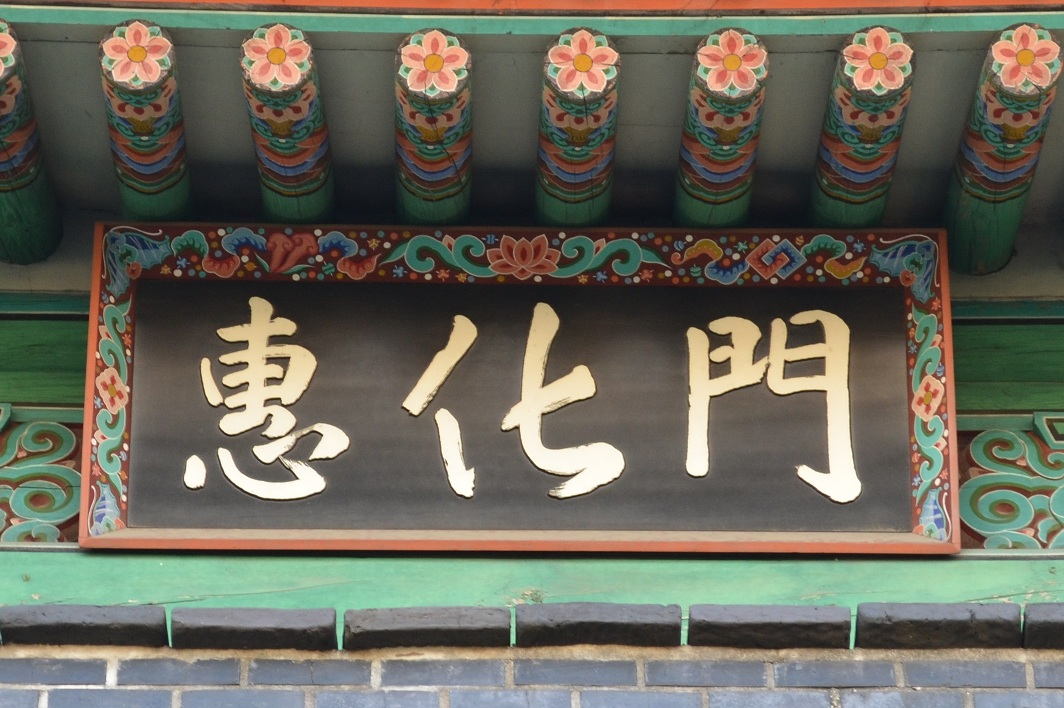
1994년에 쓰여진 혜화문 현판

혜화문(惠化門)은 조선의 수도인 한양의 4소문(小門) 중의 하나로 동쪽의 소문이다. 숙정문을 대신하여 한양의 북쪽 관문 역할을 하였다. 동소문(東小門)이라는 속칭이 있는데, 이는 조선 초기부터 불린 이름이다.
혜화문은 한양도성의 축조와 함께 1396년에 건립되었다. 1592년 문루가 불타 1744년에 재건하였으나, 일제강점기에 파괴되었고 1994년 원래 위치에서 떨어진곳에 복원했다.

## 위치
혜화문은 흥덕동 뒷산과 타락산 사이의 고개에 건설되었다. 한양에서 혜화문을 나서면 성북동에서 내려오는 개울을 삼선교로 건넌 뒤 미아리고개가 있으며, 미아리고개를 지나면 서울의 동북부를 지나 양주, 포천으로 이어져 강원도와 함경도로 갈 수 있었다.

## 역사

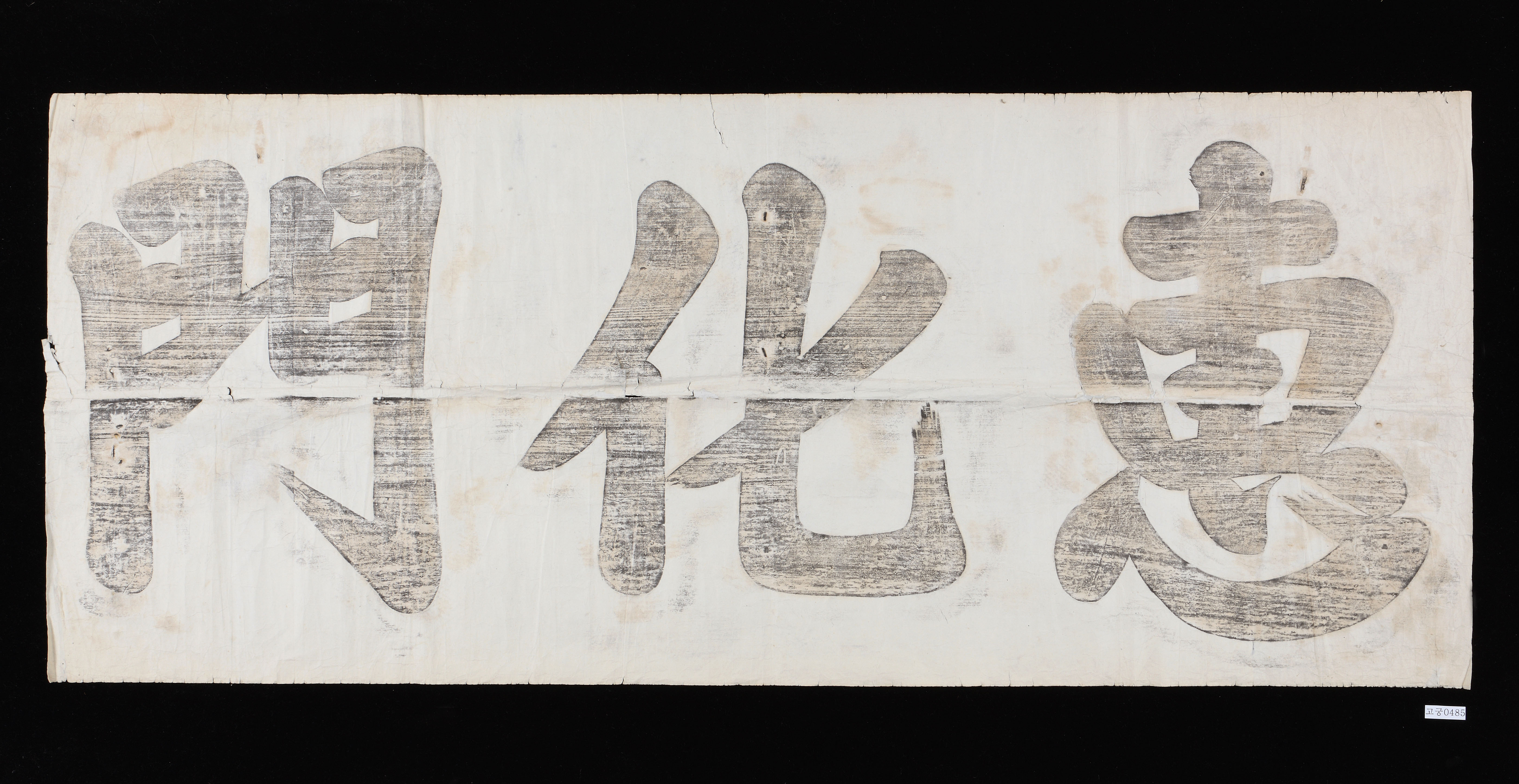
1744년에 쓰여진 혜화문 현판 탁본

1396년(태조 5년) 9월 다른 성문과 함께 완공되었다. 1413년(태종 13년)에는 풍수학자 최양선의 건의로 숙정문을 폐쇄하였는데, 그 대신 창의문과 혜화문이 북문의 기능을 분담하였다. 실제로 당시 한양도성의 문은 정문과 간문으로 구분했는데, 출직호군이 간문은 20명이고 정문은 30명이었다. 이 때 혜화문은 정문으로 분류되었고, 1433년(세종 15년)에는 호군이 숙직을 시작하였다.

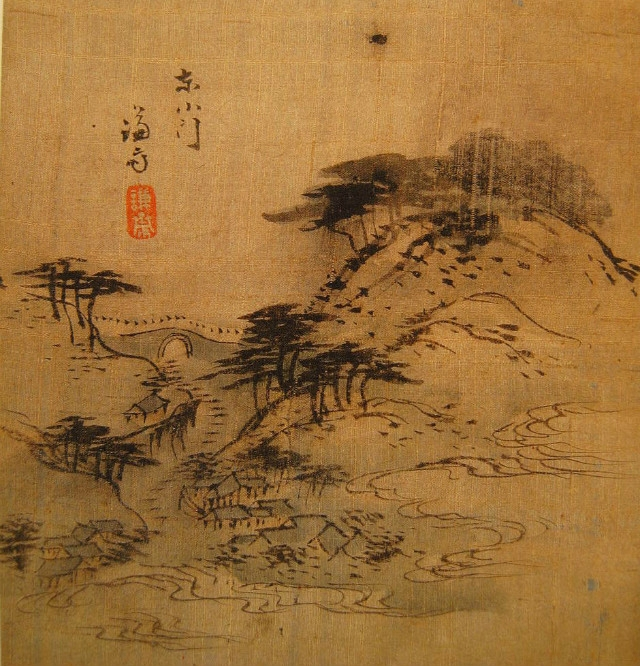
겸재 정선이 그린 동소문의 그림. 문루가 퇴락하여 사라져있다.

본래 홍화문(弘化門)이라고 하였는데 나중에 창경궁의 정문인 홍화문과 발음이 같다 하여 혜화문으로 이름을 고쳤다. 1592년(선조 25년)에는 임진왜란으로 문루가 소실되었다. 1739년에는 경첩과 문짝이 소실되어 문을 닫지 못하는 까닭에 어영청 소속 병사들이 문을 지키도록 하였고, 1744년(영조 20년) 8월에는 문루를 다시 세우고 현판을 걸었다. 현판의 글씨는 조명리가 썼다. 이후 헌종, 철종, 고종의 때에 일부 부재를 수리하였으나 주요 부재에 대한 교체는 이루어지지 않았다.

혜화문 안의 모습
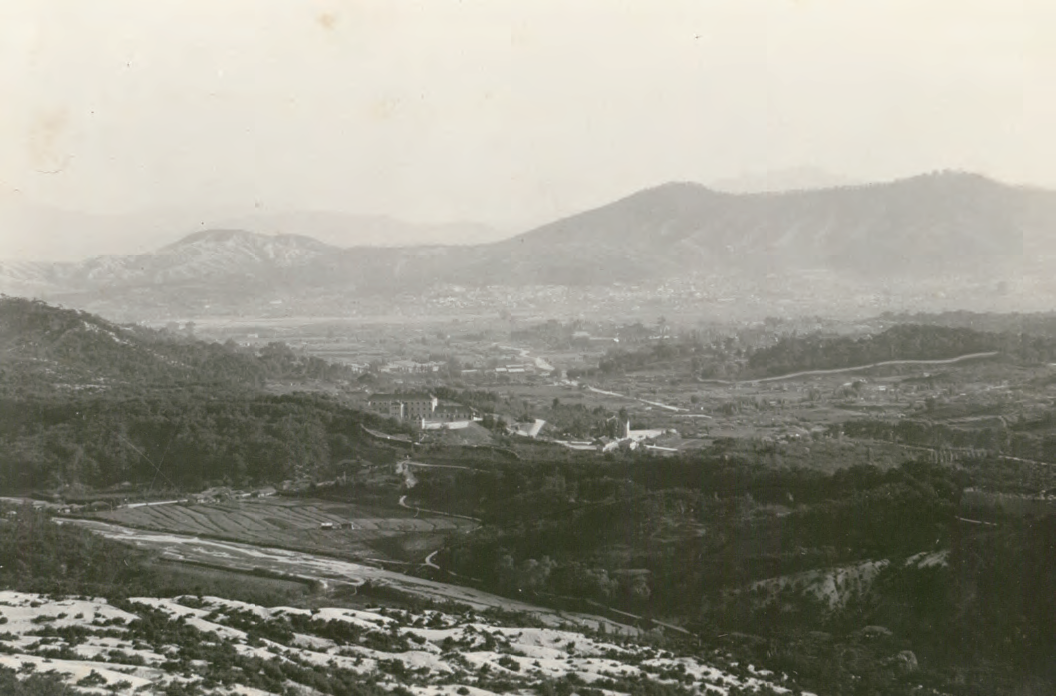
혜화문을 멀리서 바라본 모습
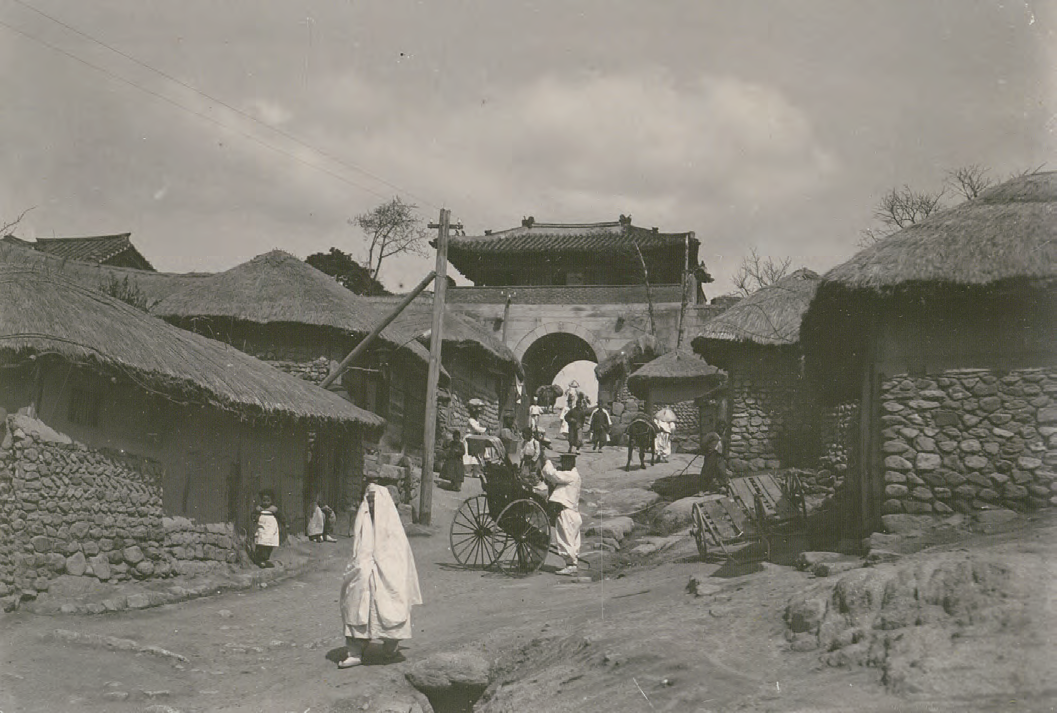
혜화문 안의 모습
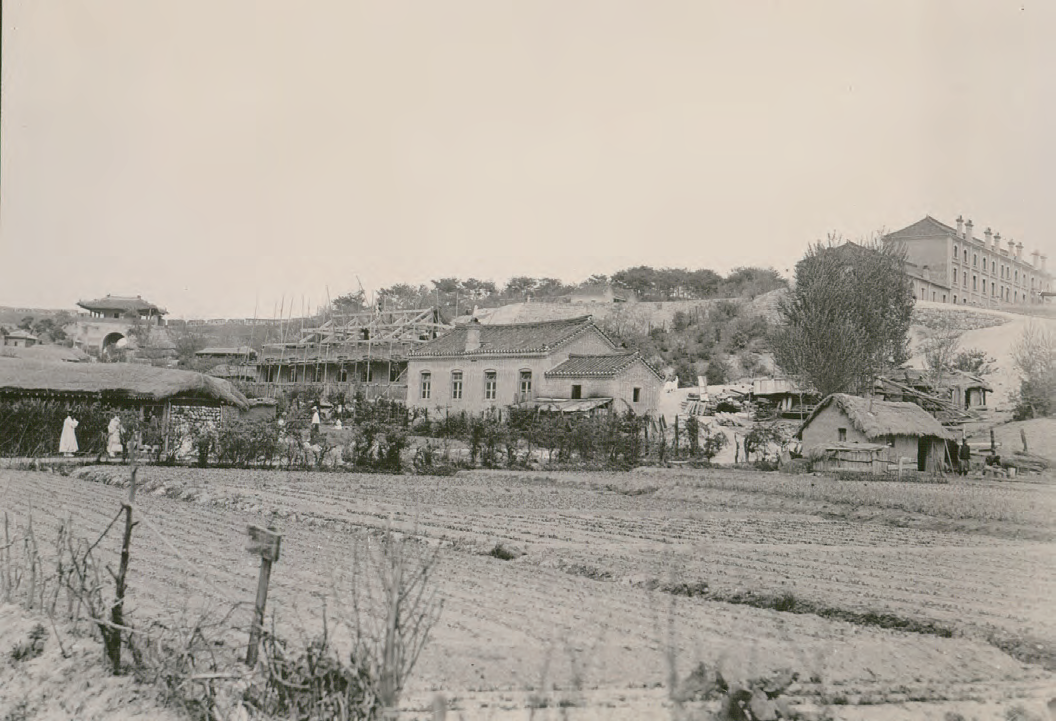
안에서 바라본 원경. 우측에 백동수도원이 보인다.

일제강점기에는 이미 상당히 퇴락한 상태로 유지되고 있었다. 문루는 1928년에 관리가 어렵다는 이유로 광희문과 함께 철거되었다. 1930년대에는 성벽이 붕괴되며 민가를 덮쳐 일가족이 매몰되는 사건이 발생하기도 하였다. 이에 따라 1938년에 동소문로와 전찻길을 부설하며 석축과 홍예를 헐었다. 이 때 전차가 다니기 위해 지반을 5~6m 정도 절토하여 지형이 영구적으로 변화하게 되었다.
1994년에 원래 위치에서 북서쪽으로 13m 이동하여 복원하였다. 그러나 현판을 당시 서울시장이던 이원종이 써서 역사적으로 고증이 이루어지지 않았다. 이 때 콘크리트로 복원되었던 예전의 광화문과 현재의 숙정문에 달린 현판처럼 좌에서 우로 쓰여져있었다. 이에 따라 서울특별시는 국립고궁박물관에 보관된 현판과 그 탁본을 참고하여 2018년 4월에 ‘혜화문 현판 복원 공사 추진계획’을 수립하고 2019년 3월부터 5월까지 현판 복원공사 설계를 마친 뒤, 7월부터 혜화문 현판 복원작업을 실시하여 11월에 완료하였다. 재료는 과거와 동일하게 피나무를 사용하고, 단청은 동시대에 제작된 통명전, 창의문 등의 칠보문으로 제작하였다. 1994년에 제작한 현판은 서울역사박물관으로 이관하였다.

## 용도
한양도성의 문은 정문과 간문으로 구분했는데, 혜화문은 간문에 속하였다. 이외에도 혜화문은 무과 시험 장소로 활용되거나, 백성과 소통하는 장소로 활용되거나, 국상 기간에 발인 및 반우 행렬의 경로로 사용되었다.

## 건축
혜화문은 정면 3칸, 측면 2칸으로 익공식(翼工式) 우진각지붕으로 지어졌다. 일반적으로 홍예 안쪽 천장에는 용이 그려져 있어야 하나, 혜화문에는 봉황이 그려져 있다. 문 주변에 새가 많아 용 대신 새들의 왕인 봉황을 이용하여 새들을 쫓고 악한 기운을 막으려고 한 것이라고 한다.

## 갤러리

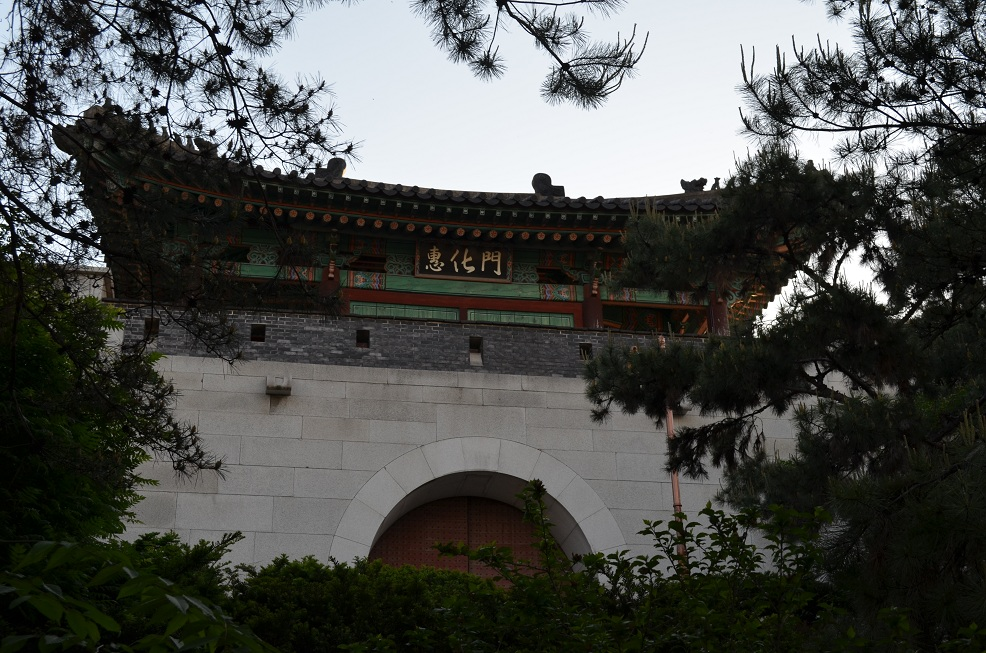
성 외부에서 본 혜화문
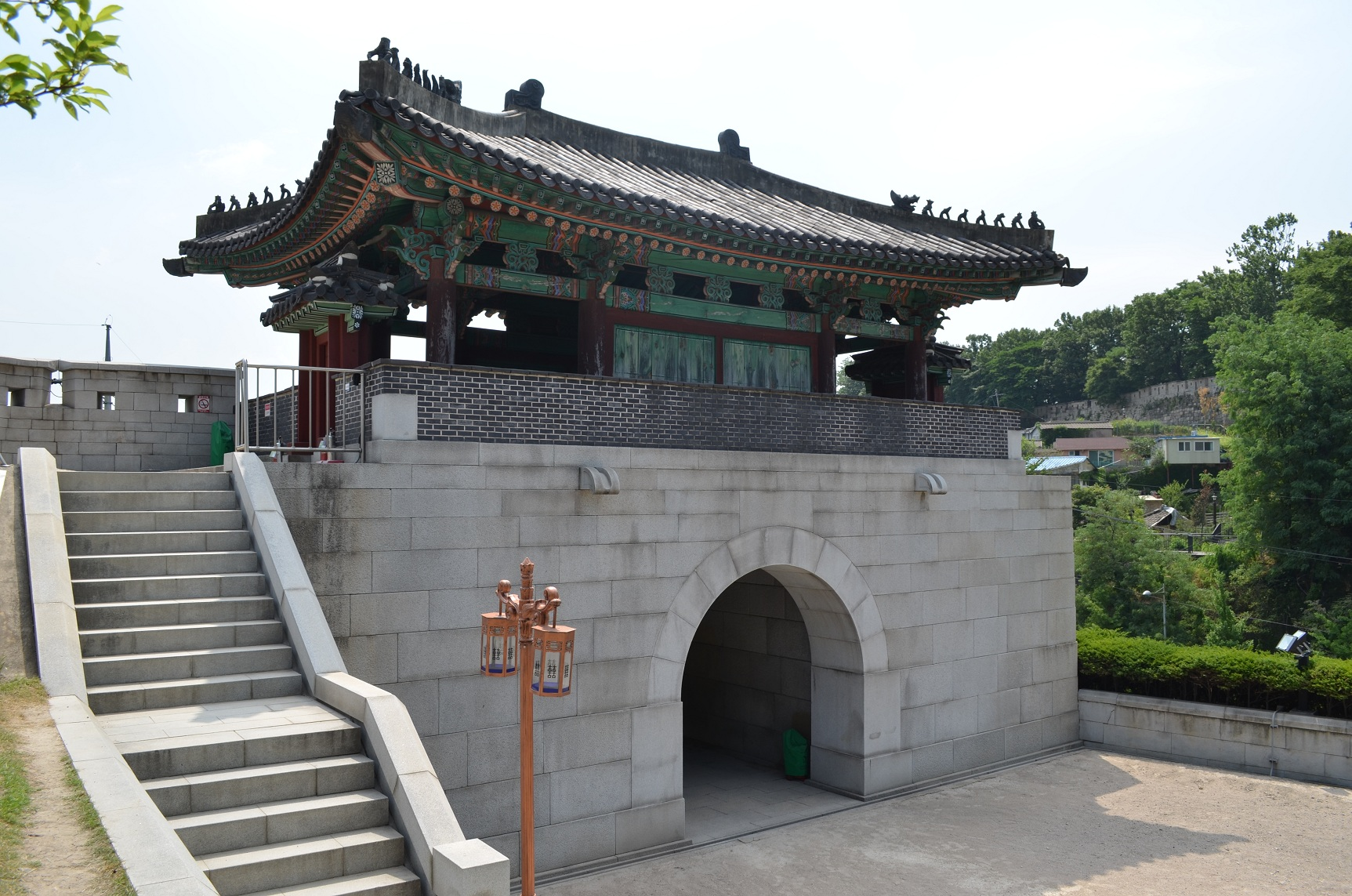
성 내부에서 바라본 혜화문
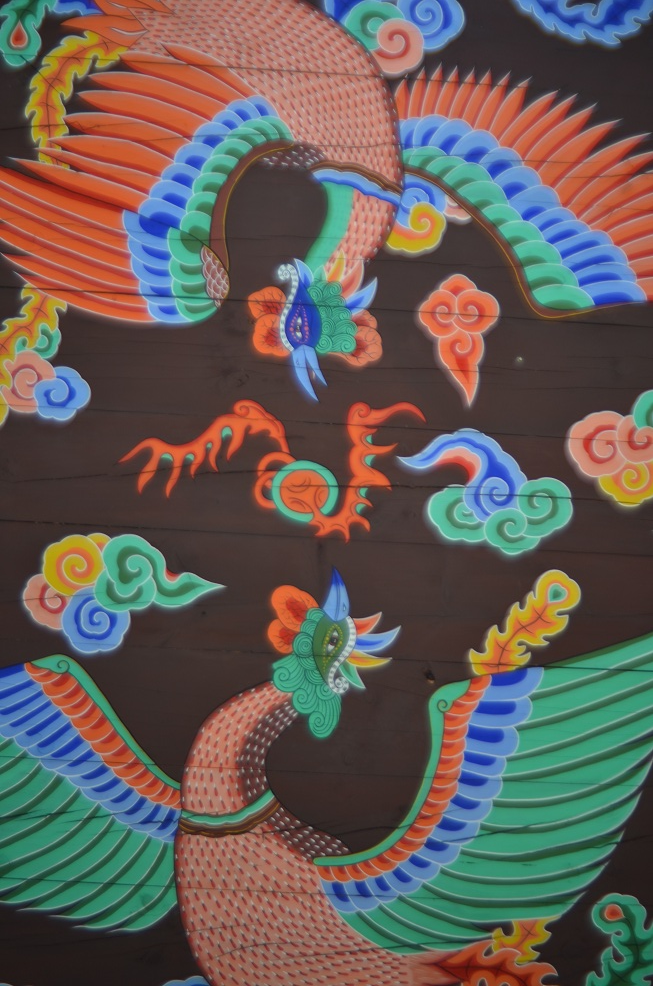
통로 천장의 봉황문
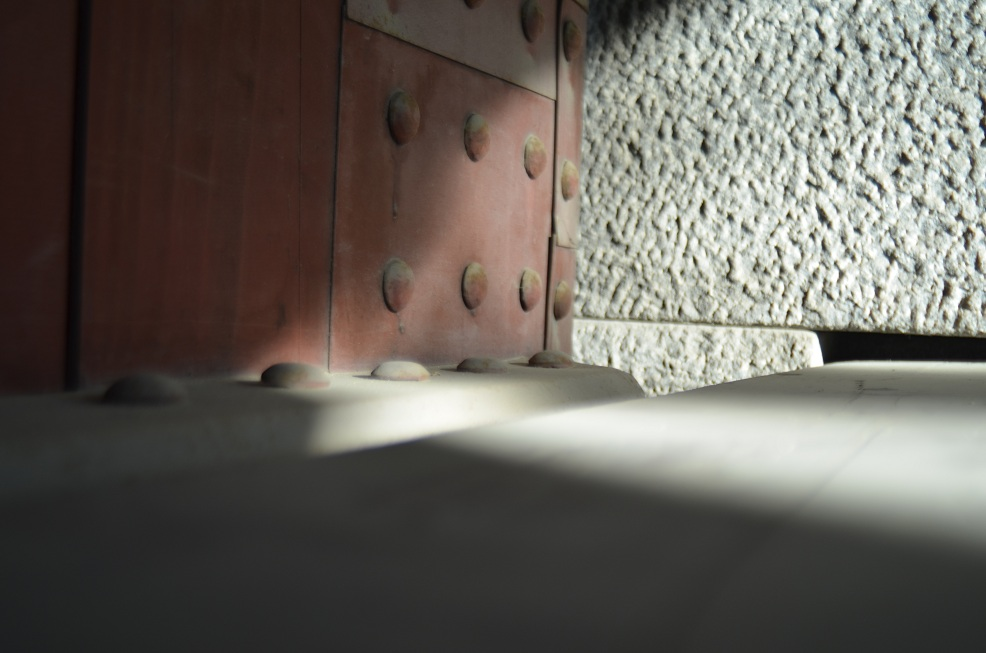
문의 세부
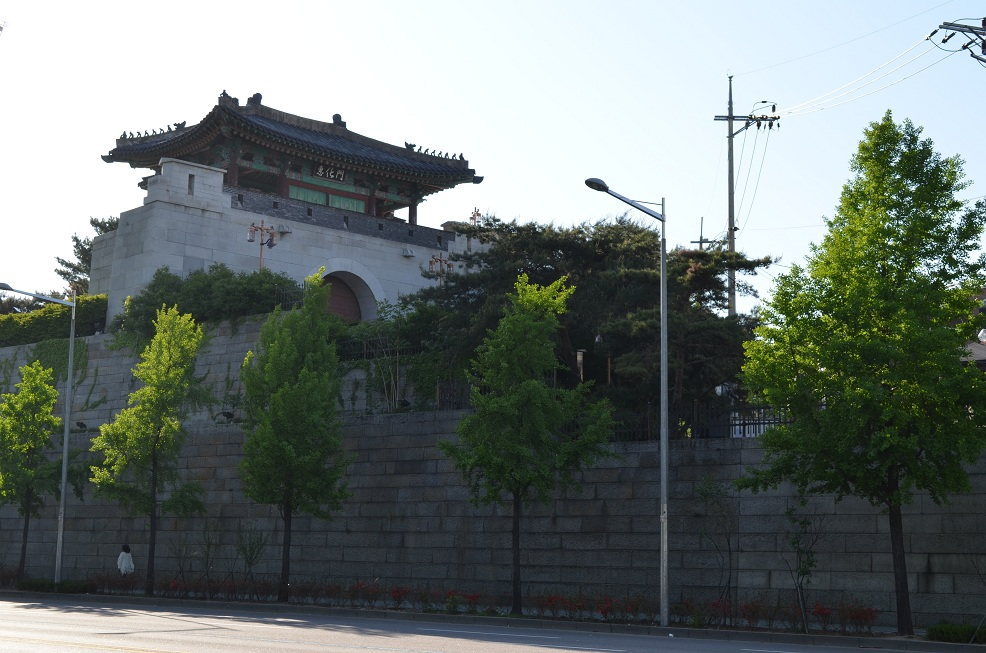
길을 건너 바라본 모습
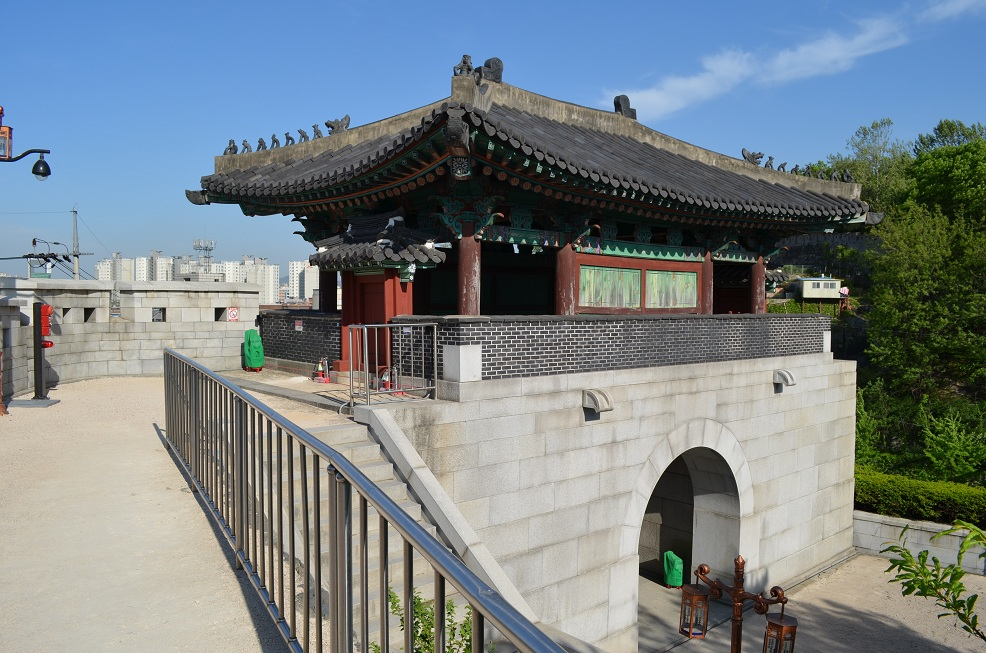
내부 측면에서 바라본 모습
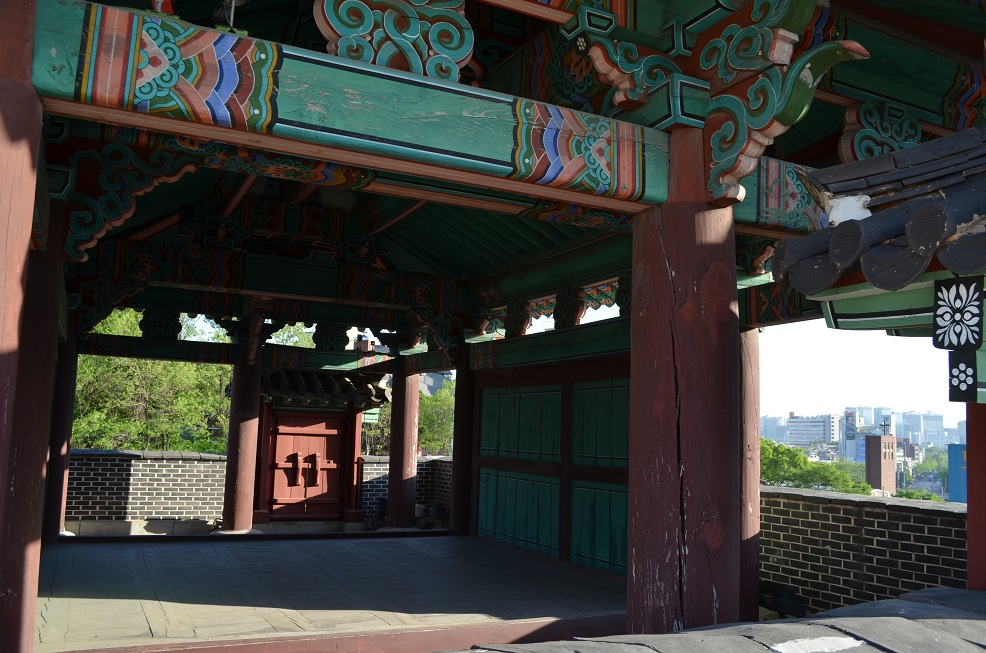
문루 내부

## 주해
1. ↑  《태조실록》에는 홍화문은 속칭 동소문(東小門), 흥인문은 속칭 동대문(東大門), 광희문은 속칭 수구문(水口門), 숭례문은 속칭 남대문(南大門), 소덕문은 속칭 서소문(西小門)이라 하였다고 적혀 있다.
2. ↑  1511년(중종 6년)에 이름을 바꾸었다는 이야기가 있으나, 조선왕조실록에는 정확히 그 시기에 개칭하였다는 기록이 없다.